# Barry Foster
Pour les articles homonymes, voir Foster.
(John) Barry Foster est un acteur britannique, né le 21 août 1931 à Beeston (Midlands de l'Est, Angleterre) et mort le 11 février 2002 à Guildford (Angleterre du Sud-Est).

## Biographie
Barry Foster débute en 1952 au théâtre, où il est très actif, notamment à Londres, collaborant en particulier avec le dramaturge et metteur en scène Harold Pinter. Il se produit une fois à Broadway (New York), d'octobre 1963 à février 1964.
Au cinéma, il participe à trente-et-un films (britanniques pour la plupart, plus quelques films américains ou coproductions), entre 1956 et 2000. Il a tourné trois films avec le réalisateur James Ivory, dont Chaleur et Poussière (1983). Deux de ses rôles les plus connus sont celui de l'activiste irlandais Tim O'Leary, dans La Fille de Ryan (1970) de David Lean, et celui de l'étrangleur Robert 'Bob' Rusk, dans Frenzy (1972) d'Alfred Hitchcock.
À la télévision, de 1956 à 1999, Barry Foster contribue à dix-sept téléfilms et quarante-deux séries. Il interprète notamment le rôle-titre de la série policière Van der Valk, diffusée entre 1972 et 1992 (trente-deux épisodes, répartis en cinq saisons) et prête ses traits à l'empereur allemand Guillaume II dans la série La Chute des aigles (1974).
Il meurt brutalement d'une crise cardiaque en février 2002, au cours d'une reprise à Londres (d'octobre 2001 à mars 2002) de la pièce « Art » de Yasmina Reza, adaptée par Christopher Hampton.

## Théâtre (sélection)
Pièces jouées à Londres, sauf mention contraire
- 1955 : The Night of the Ball de Michael Burns, mise en scène de Joseph Losey, avec Gladys Cooper, Wendy Hiller
- 1959 : Un otage (The Hostage) de Brendan Behan (à Bristol et Londres)
- 1961 : Fairy Tales of New York de J.P. Dunleavy
- 1962 : Brecht on Brecht de George Tabori, avec Lotte Lenya
- 1962 : My Place d'Elaine Dundy, avec Diane Cilento (à Stratford-upon-Avon)
- 1962 : Judith de Friedrich Hebbel, avec Sean Connery, Michael Gough
- 1963 : La prochaine fois je vous le chanterai (Next Time I'll sing to You) de James Saunders
- 1963-1964 : The Public Ear et The Public Eye, deux pièces en un acte de Peter Shaffer (à Broadway)
- 1964 : Les Maxibules (Maxibules) de Marcel Aymé
- 1966 : Divorçons ! (Let's Get a Divorce) de Victorien Sardou et Émile de Najac
- 1968 : L'Histoire du soldat (The Soldier's Tale), mélodrame, musique d'Igor Stravinsky, texte de Charles-Ferdinand Ramuz, adaptation de John Arden, avec Yehudi Menuhin au violon (à Bath)
- 1970 : The Basement et Tea Party d'Harold Pinter, avec Donald Pleasence
- 1976 : Getting Away with Murder  de J. Lee Thompson (à Bath)
- 1978 : The Rear Column de Simon Gray, mise en scène d'Harold Pinter, avec Jeremy Irons
- 1979 : Born in the Garden de Peter Nichols, avec Beryl Reid (à Bristol ; reprise à Londres en 1980)
- 1983 : La guerre de Troie n'aura pas lieu (The Trojan War will not take Place) de Jean Giraudoux, adaptation de Christopher Fry, mise en scène d'Harold Pinter
- 1984 : Passion Play de Peter Nichols, avec Judy Parfitt, Leslie Phillips
- 1985 : The Mysteries (cycle de trois pièces : The Nativity, The Passion et Dommsday) de Tony Harrison
- 1987 : A Slight Ache d'Harold Pinter
- 1988 : Driving Miss Daisy d'Alfred Uhry, avec Wendy Hiller, Clarke Peters (adaptée au cinéma, par l'auteur, en 1989)
- 1991 : Timon d'Athènes (Timons of Athens) de William Shakespeare, mise en scène de Trevor Nunn, avec David Suchet
- 1991 : Party Time de (et mise en scène par) Harold Pinter
- 1992 : The Gigli Concert de Tom Murphy, mise en scène de Karel Reisz
- 1993 : Misha's Party de Richard Nelson et Alexander Gelman
- 1993 : Un inspecteur vous demande (An Inspector calls) de John Boynton Priestley, mise en scène de Stephen Daldry
- 1996 : Blue Murder de (et mise en scène par) Peter Nichols (à Bath et Londres)
- 2000 : La Tempête (The Tempest) de William Shakespeare (à Stafford)
- 2001-2002 : « Art » de Yasmina Reza, adaptation de Christopher Hampton, avec Nigel Havers, Roger Lloyd Pack

## Filmographie partielle

### Au cinéma
- 1956 : La Bataille du Rio de la Plata (The Battle of the River Plate) de Michael Powell et Emeric Pressburger : Bill Roper
- 1957 : Pilotes de haut-vol (High Flight) de John Gilling : Cadet Wilcox
- 1957 : Commando sur le Yang-Tsé (Yangtsee Incident : The Story of H.M.S. Amethyst) de Michael Anderson : P O McCarthy RN
- 1958 : Les Diables du Désert (Sea of Sand) de Guy Green : Cpl Matheson
- 1958 : Sea Fury de Cy Endfield : Vincent
- 1958 : Dunkerque (Dunkirk) de Leslie Norman
- 1959 : Section d'assaut sur le Sittang (Yesterday's Enemy) de Val Guest
- 1960 : Un cadeau pour le patron (Surprise Package) de Stanley Donen : US Marshal
- 1962 : Playback de Quentin Lawrence : Dave Hollis
- 1964 : Pour l'exemple (King & Country) de Joseph Losey : Lt Webb
- 1966 : Chaque chose en son temps (The Family Way) de Roy Boulting : Joe Thompson
- 1967 : Trois milliards d'un coup (Robbery) de Peter Yates : Frank
- 1968 : Twisted Nerve de Roy Boulting : Gerry Henderson
- 1968 : L'Infaillible Inspecteur Clouseau (Inspector Clouseau) de Bud Yorkin : Addison Steele
- 1969 : La Bataille d'Angleterre (Battle of Britain) de Guy Hamilton
- 1969 : Le Guru (The Guru) de James Ivory : Chris
- 1970 : La Fille de Ryan (Ryan's Daughter) de David Lean : Tim O'Leary
- 1972 : Frenzy d'Alfred Hitchcock : Robert Rusk
- 1975 : Le Dernier Cri de Robert Van Ackeren : Edward
- 1977 : Sweeney! de David Wickes
- 1978 : Les Oies sauvages (The Wild Geese) d'Andrew V. McLaglen : Thomas Balfour
- 1983 : Chaleur et Poussière (Heat and Dust) de James Ivory : Major Minnies
- 1987 : Maurice de James Ivory : Dean Cornwallis
- 1987 : Le Dénonciateur (The Whistle Blower) de Simon Langton : Greig
- 1988 : The Killing Game de Joseph Merhi

### À la télévision

#### Séries
- 1961 : Sir Francis Drake, le corsaire de la reine (Sir Francis Drake), Saison unique, épisode 2 Les Pionniers (The Lost Colony of Virginia)
- 1972-1992 : Van der Valk, Saisons 1 à 5, 32 épisodes : rôle-titre
- 1974 : La Chute des aigles (Fall of Eagles), feuilleton : le Kaiser Guillaume II
- 1989 : Inspecteur Morse (Inspector Morse), Saison 3, épisode 2 Le Dernier Ennemi (The Last Enemy)
- 1990 : Les Cadavres exquis de Patricia Highsmith (Patricia Highsmith's Tales), Saison unique, épisode 3 Un curieux suicide (A Curious Suicide)

#### Téléfilms
- 1968 : European Eye de Lamont Johnson
- 1968 : L'Histoire du soldat (The Soldier's Tale) d'Herbert Wise (réalisé lors des représentations du mélodrame éponyme en 1968 : voir la rubrique "Théâtre" ci-dessus)
- 1973 : Divorce (Divorce His, Divorce Hers) de Waris Hussein
- 1975 : Under Western Eyes de Stuart Burge
- 1977 : The Three Hostages de Clive Donner
- 1980 : The Rear Column d'Harold Pinter (réalisé lors des représentations de la pièce éponyme en 1978 : voir la rubrique "Théâtre" ci-dessus)
- 1982 : Une femme nommée Golda (A Woman called Golda) d'Alan Gibson
- 1984 : To catch a King de Clive Donner
- 1992 : Party Time (téléfilm, 1992) d'Harold Pinter (réalisé lors des représentations de la pièce éponyme en 1991 : voir la rubrique "Théâtre" ci-dessus)